# Амет-Хан Султан
Амет-Ха́н Султа́н (крим. Amethan Sultan; 20 жовтня 1920, Алупка, Таврійська губернія — 1 лютого 1971, Московська область) — радянський пілот-ас, учасник Другої світової війни, національний герой кримськотатарського народу. 30 червня 1945 року за успішне проведення 603 бойових вильотів, збиті особисто 30 літаків противника різних типів і 19 літаків ворога, збитих в групових боях, удостоєний звання двічі Героя Радянського Союзу. З 1947 до 1971 року — пілот-випробувач. Заслужений пілот-випробувач СРСР, єдиний радянський пілот, який випробував понад 50 типів літальних апаратів: ним випробувано в повітрі 107 одиниць техніки.

## Життєпис
Народився 25 жовтня 1920 року в селищі Алупка Ялтинського повіту Таврійської губернії (нині місто Алупка Ялтинської міськради) в робітничій сім'ї. Батько Амет-Хана — Султан — лак за національністю, мати Насіба — кримська татарка. Амет-Хан завжди, навіть під тиском НКВС та КДБ, вважав себе кримським татарином. В паспорті стояла національність татарин.
Після закінчення семирічної школи, у 1937 році, вступив до залізничного фабрично-заводського училища в Сімферополі. Згодом працював слюсарем-котельником у сімферопольському паровозному депо. Одночасно навчався в аероклубі, який закінчив у 1938 році.

### Військовий льотчик
У лютому 1939 року поступив до 1-ї Качинської червонопрапорної військової авіаційної школи імені О. Ф. М'ясникова (школа знаходилась в смт Кача поблизу Севастополя), прискорений курс якої закінчив у 1940 році в званні молодшого лейтенанта. Після закінчення авіашколи направлений у 4-й винищувальний авіаполк (4-й вап) Одеського військового округу, дислокований під Кишиневом. Літав на літаках І-15 та І-153.
Перший бойовий виліт здійснив 22 червня 1941 року на розвідку переправ через річку Прут. У ході першого етапу німецько-радянської війни здійснив 130 бойових вильотів — розвідувальні польоти в районі Кишинева, Тирасполя, Миколаєва, Одеси, Херсона, над Приазов'ям. У жовтні 1941 року лейтенант Амет-Хан Султан призначений на посаду командира ланки. У листопаді — нагороджений орденом Червоної Зірки. У грудні полк направлений до Кінешми на переформування і переучування на новий винищувач «Харрикейн».
З березня 1942 року 4-й вап включений до складу 147-ї винищувальної авіаційної дивізії протиповітряної оборони з дислокацією у місті Ярославль. Тут Амет-Хан Султан одержав свою першу повітряну перемогу — тараном збив бомбардувальник «Юнкерс-88». За мужньо проведений таран у небі Ярославля міський Комітет оборони вручив Амет-Хану Султану грамоту й іменний годинник. За цей подвиг Амет-Хан також наказом командувача фронтом від 31 липня 1942 року нагороджений орденом Червоного Прапора.
У липні 1942 року 4-й вап перекинутий з-під Ярославля в район міста Єлець і включений до складу 8-ї повітряної армії. У боях під Касторним і Воронежем протягом місяця Амет-Хан Султан знищив у повітряних боях сім літаків противника. У розпал боїв полк отримав нові літаки Як-1, а Амет-Хан призначений на посаду командира ескадрильї. З кінця серпня 1942-го полк бере участь у Сталінградській битві. У складі 8-ї повітряної армії була сформована група льотчиків спеціального призначення, до складу якої входили найбільш досвідчені льотчики-винищувачі. До групи був відряджений і Амет-Хан Султан. Група діяла протягом кількох місяців з аеродрому Погромне. За дуже короткий термін Амет-Хан Султан на літаку Як-7Б збив під Сталінградом шість літаків противника, був сам збитий. За проявлену мужність нагороджений орденом Леніна.
Наприкінці 1942 року з метою концентрованого використання винищувальної авіації у 8-й повітряній армії було прийняте рішення створити на базі одного з полків елітний підрозділ льотчиків-асів. Базою для нового підрозділу було обрано 9-й гвардійський винищувальний авіаційний полк (СРСР) (9-й гвап) на літаках Як-1. З жовтня 1942 року старший лейтенант Амет-Хан Султан — командир 3-ї ескадрильї 9 гвап. Брав участь у звільненні Ростова-на-Дону, в повітряних боях над Кубанню. За бойові успіхи в боях за Ростов 15 листопада 1942-го нагороджений другим орденом Червоного Прапора.
Після переучування на «Аерокобру» брав участь у Донбаській операції. 18 квітня 1943 року Амет-Хан Султан отримав другий орден Леніна. А після звільнення Таганрога і Мелітополя указом Президії Верховної Ради СРСР від 24 серпня 1943 року гвардії капітану Амет-Хану Султану було присвоєно звання Героя Радянського Союзу з врученням ордена Леніна і медалі «Золота Зірка». На цей час Амет-Хан Султан здійснив 359 бойових вильотів, провів 79 повітряних боїв, особисто збив 11 літаків противника і 19 — у групових боях.
У січні 1944 року Амет-Хан Султан в парі зі своїм веденим Героєм Радянського Союзу Іваном Борисовим перехопив над Каркінітською затокою і примусив до посадки на свій аеродром німецький зв'язковий літак «Шторьх», який прямував з Констанци в Євпаторію з цінними документами. 7 квітня нагороджений орденом Олександра Невського. Брав участь у визволенні Криму і штурмі Севастополя.
У травні 1944 року командування полку дозволило Амет-Хану відвідати батьків у Алупці. Разом з ним в Алупці три дні гостював Герой Радянського Союзу Павло Головачов. Під час перебування у батьків Амет-Хан довідався, що його брата Імрана звинувачено у «пособництві окупантам» і арештовано. Саме на час перебування льотчиків у Алупці припала операція НКВС з примусової депортації кримських татар. НКВСівці хотіли забрати і матір льотчика Насібу, за яку вступився син. Невідомо чим би закінчився конфлікт, якби не втручання Головачова. Врешті завдяки заступництву командувача 8-ї повітряної армії генерала Т. Т. Хрюкіна та з огляду на бойові заслуги Амет-Хана, було дозволено не виселяти матір Героя Радянського Союзу до Узбецької РСР: Тимофій Тимофійович Хрюкін допоміг Амет-Хану відправити батьків у станицю Привольна Краснодарського краю до своїх батьків, де мати і батько Амет-Хана жили до повернення в Алупку після війни.
Під час переучування на новий літак Ла-7, яке відбувалося влітку 1944 року під Москвою, Амет-Хан одружився з Фаїною Максимівною Данильченко. Після переучування і відпочинку Амет-Хан Султан брав участь у боях в Східній Пруссії, битві за Берлін. Останній переможний повітряний бій Амет-Хан Султан провів 29 квітня 1945 року над аеродромом Темпельгоф, збивши «Фокке-Вульф-190». Указом Президії Верховної Ради СРСР від 30 червня 1945 року «за проявлену хоробрість і героїзм у боротьбі з німецько-фашистськими загарбниками, за успішне проведення 603 бойових вильотів, збиті особисто 30 літаків противника різних типів і 19 літаків, збитих в групових боях» помічник командира 9 гвап з повітряно-стрілецької служби гвардії майор авіації Амет-Хан Султан вдруге удостоєний звання Героя Радянського Союзу та нагороджений другою медаллю «Золота Зірка». Усього за чотири роки війни Амет-Хан отримав п'ятнадцять бойових нагород, у тому числі дві Золоті Зірки Героя Радянського Союзу (24.08.1943, 29.06.1945), три ордени Леніна (23.10.1942, березень 1943, 24.08.1943), чотири ордени Червоного Прапора (31.07.1942, 15.11.1942, 13.10.1943, 20.04.1945), орден Олександра Невського (7.04.1944), орден Вітчизняної війни I ступеня (20.01.1945), орден Червоної Зірки (5.11.1941), чотири медалі.
Після закінчення війни за розпорядженням Сталіна усі льотчики-аси були направлені на навчання до військових академій. З серпня 1945 року Амет-Хан Султан — слухач Військової академії командно-штурманського складу в Моніно. Однак навчання давалося йому дуже важко через брак базової освіти. Амет-Хан подав рапорт начальнику академії з проханням про відрахування. «Тверезо зважуючи рівень своїх знань, — писав він у рапорті, — не бачу можливості подальшого навчання. Тому прошу відрахувати мене з академії». Його рапорт задовольнили, і в квітні 1946 року Амет-Хан Султан був звільнений у запас.

#### Список повітряних перемог Амет-Хана Султана

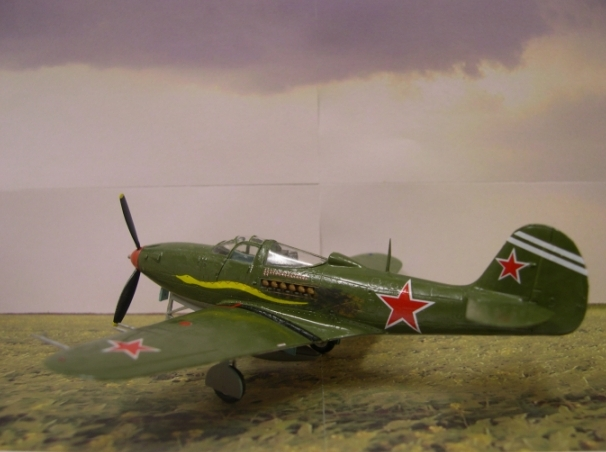
«Аерокобра» Амет-Хана Султана (модель)

| Дата повітряного бою | Кількість і тип збитих ворожих літаків (особисто/в групі) | Район повітряного бою              |
| -------------------- | --------------------------------------------------------- | ---------------------------------- |
| 31.05.1942           | 1 Ю-88                                                    | Ярославль                          |
| 06.07.1942           | 1/10 Ме-109                                               | Велика Слєпуха                     |
| 06.07.1942           | 1/11 Ме-109                                               | Івановка                           |
| 08.07.1942           | 4/12 Ме-109                                               | Колобіне — Долгуша — Архангельське |
| 09.07.1942           | 1/6 Ме-109                                                | Ольховка                           |
| 10.07.1942           | 1/8 Ме-109                                                | Замятіне                           |
| 21.07.1942           | 1 Ме-109                                                  | Велика Верєйка                     |
| 21.07.1942           | 2/6 Ме-109                                                | Велика Верєйка                     |
| 21.07.1942           | 1/6 Хе-113                                                | Велика Верєйка                     |
| 23.07.1942           | 1/6 Ю-87                                                  | на північ від Привали              |
| 23.08.1942           | 1 Ме-109                                                  | на південь від Заплавне            |
| 02.09.1942           | 1 Ме-109                                                  | Красноармійськ                     |
| 03.09.1942           | 1 Ме-109                                                  | Верхня Ахтуба                      |
| 03.09.1942           | 1 Ме-109                                                  | Демидово                           |
| 07.09.1942           | 1 Ме-109                                                  | Акатовка                           |
| 08.09.1942           | ½ Ме-109                                                  | Грачи                              |
| 09.09.1942           | 1/6 Ю-88                                                  | Садова                             |
| 11.09.1942           | 1/7 Ю-88                                                  | Сталінград                         |
| 14.09.1942           | ½ ФВ-189                                                  | Акатовка                           |
| 14.09.1942           | 1/9 Ю-88                                                  | північна околиця Сталінграда       |
| 14.09.1942           | 1/9 Ме-109                                                | південна околиця Сталінграда       |
| 15.09.1942           | 1/6 Ме-109                                                | Сталінград (Рибзавод)              |
| 15.09.1942           | 1 Ме-109                                                  | Сталінград (Ринок)                 |
| 13.12.1942           | 1 Хе-111                                                  | Бузиновка — Петровський            |
| 21.03.1943           | 1 Ме-109                                                  | Батайськ                           |
| 22.03.1943           | 1 Ю-87                                                    | Ростов-на-Дону                     |
| 22.03.1943           | 1 Ме-109                                                  | Ростов-на-Дону                     |
| 25.03.1943           | 1 Ю-87                                                    | на південь від Койсуг              |
| 25.03.1943           | 1 Ме-109                                                  | на південь від Батайська           |
| 22.07.1943           | 1 Хе-111                                                  | на південь від Маринівки           |
| 24.07.1943           | 1 Хе-111                                                  | Куйбишеве — Дмитрівка              |
| 20.08.1943           | 2 Ю-87                                                    | Калинівка                          |
| 21.08.1943           | 1 Ю-88                                                    | Успенська                          |
| 21.08.1943           | 1 Хе-111                                                  | на північний схід від Успенської   |
| 02.10.1943           | 1 Ю-88                                                    | Ворошилівка                        |
| 06.10.1943           | 1 Ме-109                                                  | Великий Токмак                     |
| 10.10.1943           | 1 Ю-87                                                    | Пришиб                             |
| 08.02.1944           | 1 Ю-88                                                    | на захід від Берислава             |
| 13.03.1944           | 1 Ме-109                                                  | на північний схід від Очакова      |
| 24.04.1944           | 1 ФВ-190                                                  | на південь від мису Херсонес       |
| 14.01.1945           | 1 ФВ-190                                                  | на схід від Ґумбіннен              |
| 16.01.1945           | 2 ФВ-190                                                  | Ґумбіннен                          |
| 18.01.1945           | 1 ФВ-190                                                  | Ґумбіннен                          |
| 13.04.1945           | 1 Ме-109                                                  | Ґросс-Гюбнікен                     |
| 29.04.1945           | 1 ФВ-190                                                  | Темпельгоф                         |

Примітка: таблицю складено за даними джерела.

### Льотчик-випробувач
Після війни Амет-Хан Султан намагався повернутися до льотної професії: в березні 1946 року він їде до Москви, де подає заяву на роботу льотчиком-випробувачем у Льотно-дослідницькому інституті. Однак відповіді так і не отримав. Як стало відомо пізніше, на заваді була його національність: кримські татари, як і інші депортовані у 1944 році народи були «викреслені» з історії держави, навіть згадки про кримських татар були заборонені і далеко не безпечні. У важку для свого народу годину Амет-Хан не відмовлявся від нього і не приховував свій кровний зв'язок з кримськими татарами. Урешті-решт, завдяки допомозі бойових друзів Олександра Покришкіна та Володимира Лавриненкова і черговому заступництву Тимофія Хрюкіна, на той час — заступника Головнокомандувача ВПС, у лютому 1947 року Амет-Хан Султан стає льотчиком-випробувачем Льотно-дослідницького інституту МАП.
За досить короткий строк він стає одним з найкращих льотчиків-випробувачів. У 1949 році Ахмет-Хан Султан — льотчик-випробувач 3-го класу, у січні 1950-го — 2-го класу, а у вересні 1952 року отримує кваліфікацію льотчика-випробувача 1-го класу.
У 1947—1949 роках Амет-Хан Султан спільно з С. М. Анохіним і М. С. Рибком здійснював випробувальні польоти з метою вивчення аеродинамічних характеристик на швидкостях, близьких до швидкості звуку на літаючих лабораторіях ЛЛ-1 (з прямим крилом) і ЛЛ-2 (з крилом зворотньої стріловидності) конструкції Цибіна. У 1949 році Амет-Хан спільно з О. П. Якімовим здійснили відпрацювання системи автоматичної дозаправки літаків у повітрі методом «з крила на крило», а у червні 1949 року спільно з І. І. Шелестом на літаку Ту-2 — першу в СРСР повністю автоматичну дозаправку в повітрі. Наприкінці 1949 року Амет-Хан Султан разом з Я. І. Верніковим виконали перший політ на дослідному всепогодному двомісному винищувачі-перехоплювачі ДКБ А. І. Мікояна І-320 (виріб Р-1).
У 1951—1953 роках Амет-Ханом разом з С. М. Анохіним, Ф. І. Бурцевим і Павловим В. Г. були проведені випробування пілотованого прототипу «К» першої радянської авіаційної протикорабельної крилатої ракети КС-1 «Комета». Перший політ пілотованого прототипу «К» був здійснений 4 січня 1951 року (льотчик-випробувач Амет-Хан Султан). Перший політ прототипу з-під носія Ту-4КС здійснений ним же в травні 1951 року. Всього було проведено проведено 150 пілотованих польотів чотирьох прототипів К-1, К-2, К-3 і К-4. За успішне виконання цього завдання Амет-Хан Султан у 1953 році був представлений до третьої Зірки Героя Радянського Союзу, але на заваді знов стала національність льотчика. Лаврентій Берія, який був в кабінеті у Сталіна, якраз коли той переглядав список представлених до нагород, згадував, що побачивши пропозицію надати Амет-Хану Султану звання тричі Героя, він прошипів: «Як це татарина допустили до надсекретних випробувань?» Берія, бачачи гнів вождя, все ж сказав, що льотчик не просто випробовував ракету, але дивом, ризикуючи життям, врятував її. Сталін дещо пом'якшав, і Амет-Хан отримав Сталінську премію і орден. «За великий внесок у створення та вдосконалення вітчизняної техніки, мужність, самовладання, виявлені при проведенні випробувальних робіт», Амет-Хан у 1953 році був удостоєний Сталінської премії 2 ступеня і нагороджений орденом Червоного Прапора.
У 1953 році Амет-Хан Султан також брав участь у дослідженнях стійкості керованості літака на надзвукових швидкостях польоту. Польоти він виконував на літаку СІ-10 з керованими передкрилками і поворотним стабілізатором, створеному на базі винищувача МіГ-17.
«Національне питання» переслідувало Амет-Хана і після нагородження Сталінською премією. Переймаючись долею свого народу, Амет-Хан Султан неодноразово і безрезультатно звертався з проханням про повернення кримських татар на батьківщину до Анастаса Мікояна, Климента Ворошилова та інших керівників СРСР. У 1956 році після 20-го з'їзду КПРС він разом з групою колишніх партійних і радянських працівників Кримської АРСР підписав лист до ЦК КПУ з проханням про реабілітацію кримських татар. За порушення табу на кримськотатарське питання його не пустили до Франції, куди він був запрошений на ювілей полку «Нормандія-Німан». За словами провідного інженера ДКБ Мікояна, заслуженого льотчика-випробувача Олександра Щербакова, формальним приводом для заборони була участь Амет-Хана Султана у випробуваннях секретного винищувача Су-9, але всі знали справжню причину того, що сталося: Амет-Хану неодноразово нагадували — якщо він «стане дагестанцем», всі його проблеми відпадуть.
Амет-Хан продовжував наполегливо працювати. Багато польотів було виконано ним для відпрацювання систем катапультування з різних літаків. 12 листопада 1958 року, під час випробувань крісла-катапульти для літаків Су-7 та Су-9 парашутистом-випробувачем В. І. Головіним, на літаку МіГ-15УТИ стався вибух піропатрона стріляючого механізму катапульти. Був пробитий паливний бак літака, обидві кабіни були залиті пальним, виникла загроза пожежі. Головін не міг покинути літак через деформацію крісла катапульти. Амет-Хан прийняв мужнє рішення садити літак. Посадка була виконана бездоганно, і життя товариша було врятоване.
У 1958—1959 роках Амет-Хан Султан разом з В. Г. Павловим і В. П. Трофимовим проводили випробування пілотованого прототипу СМ-20 авіаційної протикорабельної крилатої ракети Х-20 ракетного комплексу К-20 («Комета-20») для стратегічних бомбардувальників Ту-95К. В тому ж році Амет-Хану Султану присвоєне військове звання підполковника запасу.
Під час роботи над космічною програмою Амет-Хану довелося випробовувати спускний апарат, призначений для повернення перших космонавтів на землю. Разом з Головіним він відпрацьовував варіант аварійного приземлення космонавтів у разі аварії на спускному апараті. Амет-Хан Султан випробував також перший літак, призначений для створення штучної невагомості. У 1958—1960 роках космонавти першого загону космонавтів навички дій в умовах невагомості відпрацьовували на спеціально обладнаному літаку Ту-16, який пілотував Амет-Хан.
7 квітня 1959 року Амет-Хан виконав перший випробувальний політ на експериментальному літаку НМ-1 конструкції П. В. Цибіна. Це був літак, призначений для польотів на висотах понад 30000 метрів на надзвукових швидкостях. У 1959—1960 роках Амет-Хан спільно з льотчиком-випробувачем Р. Ф. Захаровим провели його державні випробування. Після повітряного параду 1961 року, де відбувся показ новітніх реактивних літаків, Амет-Хан Султан нагороджений орденом «Знак Пошани». 23 вересня 1961 року Амет-Хану присвоєно звання «Заслужений льотчик-випробувач СРСР».
Коли медична комісія відсторонила Амет-Хана Султана від польотів на винищувачах, він з успіхом продовжував польоти на важких машинах. Амет-Хан Султан брав участь у підготовці до космічних польотів перших льотчиків-космонавтів Германа Титова, Валерія Биковського, Олексія Леонова, Павла Бєляєва, Володимира Комарова. Космонавти, включаючи Гагаріна, його майже боготворили і шанобливо називали «паханом».
За час льотно-випробувальної роботи особистий наліт Амет-Хана Султана склав 4237 години. Він єдиний радянський льотчик-випробувач, який випробував понад 50 типів літальних апаратів: ним випробувано в повітрі 107 одиниць техніки.
Загинув Амет-Хан Султан разом з екіпажем 1 лютого 1971 року при виконанні випробувального польоту на літаючій лабораторії Ту-16ЛЛ, при випробуванні нового потужного реактивного двигуна. Коли літак увійшов у зону випробувань і бортінженер почав запускати двигун, радист повідомив на землю про початок виконання польотного завдання. Це було останнє повідомлення, яке отримали на КДП від лабораторії.
Похований Амет-Хан Султан у Москві на Новодівичому кладовищі.

## Вшанування пам'яті

Бронзове погруддя Амет-Хана Султана в Алупці

Згідно з Указом Президії Верховної Ради СРСР від 30 червня 1945 року в Алупці на батьківщині двічі Героя Радянського Союзу Амет-Хана Султана, звідки свого часу були виселені майже всі кримські татари, мало бути встановлене його бронзове погруддя. Однак бюст славетного льотчика встановили лише у 1955 році: погруддя Героя намагалися поставити в Ярославлі, Махачкалі, Сталінграді, але ніяк не в Алупці. На початку 1950-х років на прийомі у Ворошилова, останній запитав Амет-Хана, чому він відмовляється від пам'ятника на батьківщині. Той був вкрай здивований — він дійсно відмовлявся від встановлення бюста в Ярославлі та Махачкалі, але жодним чином мова не йшла про Алупку. Тоді Ворошилов показав Ахмет-Ханові Султану «лист» з відмовою, який начебто написав льотчик. Врешті усе владналося, але коли настав час відкривати пам'ятник, зник, а місце для його встановлення виявилося засадженим квітами. Минуло ще три роки, поки бюст знайшовся і був встановлений на належному місці. Нині пам'ятник стоїть на бульварі Амет-Хана Султана (вул. Льотчиків, 6).
Кримчани шанують пам'ять свого земляка. 26 квітня 2000 року Президія Верховної Ради Автономної Республіки Крим постановила «за мужність і героїзм, виявлені в боротьбі з фашистами в роки Великої Вітчизняної війни, сміливість та високий професіоналізм льотчика-випробувача в мирний час, безмежну відданість Батьківщині і народу присвоїти звання „Почесний кримчанин“ Амет-Хану Султану — двічі Герою Радянського Союзу, заслуженому льотчику-випробувачу СРСР, лауреату Державної премії СРСР». А у 2010 році прославлений льотчик став почесним громадянином рідного міста — Алупки. У Сімферополі відкрито декілька меморіальних дощок легендарному сину кримськотатарського народу, його ім'ям названо площу поблизу Центрального ринку. В Алупці відкритий музей Амет-Хана Султана, постійна експозиція, присвячена Герою, діє у Республіканській бібліотеці імені Ісмаїла Гаспринського.
Ім'ям Амет-Хана Султана названо мікрорайон в Саках, залізничний зупинний пункт на 34-му кілометрі лінії Острякове — Євпаторія, вулиці в Алупці, Сімферополі, Судаку, Мелітополі та ін.

Погруддя в Києві

28 січня 2002 року іменем Амет-Хана Султана була названа мала планета Сонячної системи № 6278, відкрита у Кримській астрономічній обсерваторії.
У вересні 2010 року делегати національного з'їзду кримських татар — Курултаю просили у зверненні, яке лідер Меджлісу Мустафа Джемілєв направив вищому керівництву України, сприяти присвоєнню імені двічі Героя Радянського Союзу, військового льотчика, льотчика-випробувача Амет-Хана Султана Міжнародному аеропорту «Сімферополь». Верховна Рада Автономної Республіки Крим, абсолютна більшість у якій належала Партії регіонів, двічі, 20 листопада 2010 і 9 травня 2011 року, відхилила дану пропозицію. Зрештою 14 травня 2015 року ця назва аеропорту була присвоєна постановою Верховної Ради України.
Шанують пам'ять Героя і на батьківщині батька Амет-Хана Султана — в Дагестані: пам'ятники Амет-Хану встановлені у Махачкалі на проспекті, що носить його ім'я, і біля міжнародного аеропорту (2005), у Каспійську (1995), селі Цовкра Кулинського району (1995). Ім'я двічі Героя Радянського Союзу Амет-Хана Султана присвоєне аеропорту столиці Дагестану «Уйташ». Амет-Хан Султан — одна з вершин Снігового хребта у східній частині Пірикітельської гірської смуги в гірському Дагестані.
Пам'ятники Амет-Ханові Султану встановлені у Ярославлі, де він здобув першу повітряну перемогу, і в Жуковському під Москвою, де пройшли останні роки його життя.
|                                                  |  |  |
| Ювілейна монета НБУ присвячена Амет-Хану Султану |  |  |

За ініціативи бойових побратимів Амет-Хана — французьких льотчиків полку «Нормандія-Німан», йому було присвоєне звання Почесний льотчик Повітряно-космічних сил Франції. На постаменті пам'ятника Амет-Ханові Султану в Парижі напис: «Пілот від Бога».
3 травня 2013 року відкрито бюст Амет-Ханові Султану в київському парку Вічної Слави, а 15 травня 2014 року — меморіальну дошку біля ДК «Авіатор» Кропивницької льотної академії Національного авіаційного університету. Дошка встановлена за ініціативи групи авіаторів з Криму «Ватан къанатлары» на чолі з Нурі Бейтулаєвим. Місце було обране через неможливість увічнити пам'ять кримськотатарського льотчика-аса на окупованій території Криму.

### Вулиці
Вулиця Амет Хана-Султана у містах Мелітополь, Сімферополь, Євпаторія.
Провулок Амет-Хана Султана у місті Черкаси.
У Сімферополі є площа Амет-Хан Султана.
У місті Кропивницький провулок Короленка перейменували на провулок Амет-Хана Султана.

### Цитати
Любов і безмежна відданість великій вітчизні не виключають любові до рідного краю, до рідних місць, могил своїх предків, навпаки, ця остання любов прикрашає і підсилює любов до великої Батьківщини, вона прикрашає і збагачує людське щастя … Велика наша Батьківщина складається і з наших рідних країв: велика дружня сім'я радянських народів складається з наших народів, з наших сімей. Все, що заважає миру, щастю сім'ї і народу, має бути дбайливо вивчено та усунуто, бо від цього залежить мир, дружба і могутність нашої країни, нашого народу. Виходячи з цих переконань, в ім'я дружби і щастя всіх народів, я — син свого народу … звертаюсь до ленінської партії з проханням:

1. Народ мій принижений, ображений тим, що безвинно, без потреби і підстави висланий з рідного краю. Поверніть його в рідний край — Крим.

2. У народу відібрано рівноправність. Відновіть цю рівноправність, поверніть його в монолітну дружню сім'ю народів СРСР як рівноправний народ. — Звернення Аметхана Султана до партії, 1965 рікОригінальний текст (рос.)
Любовь и беспредельная преданность великой Родине не исключают любви к родному краю, к родным местам, могилам своих предков, наоборот, эта последняя любовь украшает и усиливает любовь к великой Родине, она украшает и обогащает человеческое счастье… Великая наша Родина состоит и из наших родных краев: великая дружественная семья советских народов состоит из наших народов, из наших семей. Всё, что мешает миру, счастью семьи и народа, должно быть заботливо изучено и устранено, ибо от этого зависит мир, дружба и могущество нашей страны, нашего народа. Исходя из этих убеждений, во имя дружбы и счастья всех народов, я — сын своего народа <...> обращаюсь к ленинской партии с просьбой:
1. Народ мой унижен, оскорблён тем, что безвинно, без нужды и основания выслан из родного края. Верните его в родной край — Крым.
2. У народа отнято равноправие. Восстановите это равноправие, верните его в монолитную дружественную семью народов СССР как равноправный народ.
У повітрі він як лев. Він швидко приймав рішення на зав'язку бою, на атаку. У нього була улюблена команда «Алюр три хрести! За мною!», — і його команда вступала в бій. Це була людина — небесний лев… — Ковачевич А. Ф., льотчик-винищувач, Герой Радянського СоюзуОригінальний текст (рос.)
В воздухе он как лев. Он быстро принимал решения на завязку боя, на атаку. У него была любимая команда «Аллюр, три креста, за мной!», — и так его команда вступала в бой. Это был человек — воздушный лев…
Я думаю, що іншого такого льотчика у нас в країні не було. Що стосується льотної культури і тактики ведення повітряного бою, ні Покришкін, за всієї поваги до нього, ні хтось інший із ним не зрівняється…— Голованов О. Є, командувач авіації дальньої дії СРСР (1946-1948)Оригінальний текст (рос.)
Я думаю, что второго такого летчика у нас в стране не было. Что касается летной культуры и тактики ведения воздушного боя, ни Покрышкин, при всем уважении к нему, ни кто другой с ним не сравнится…
Це був льотчик, якому вдавалося все, за що він лиш брався. Другого такого випробувача ні я, ні хто інший не знає… — Єлян Е. В., льотчик-випробувач, Герой Радянського СоюзуОригінальний текст (рос.)
Это был лётчик, которому удавалось все, за что он ни брался. Второго такого испытателя ни я, ни кто другой не знает…
Коли старий орел передчуває наближення смерті, він з останніх сил рветься вгору, піднімається якнайвище. А потім складає крила і летить каменем на землю. Тому гірські орли вмирають в небі — на землю вони падають вже мертві…— Амет-Хан Султан, 25 жовтня 1970 року (за три місяці до загибелі)Оригінальний текст (рос.)
Когда старый орёл предчувствует приближение смерти, он из последних сил рвётся вверх, поднимается как можно выше. А потом складывает крылья и летит камнем на землю. Поэтому горные орлы умирают в небе — на землю они падают уже мертвые…

### У мистецтві
У 2013 році кримськотатарський телеканал ATR зняв художній фільм «Хайтарма». Це перший в історії незалежної України повнометражний кримськотатарський художній фільм. Картина розповідає про трагедію кримськотатарського народу — депортацію. Головний герой фільму — Амет-Хан Султан. Прем'єра фільму відбулася 17 травня 2013 року, напередодні дня пам'яті жертв депортації кримськотатарського народу.
17 травня 2013 року на прем'єру фільму «Хайтарма» Генеральне консульство Росії в Сімферополі не пустило колишніх радянських льотчиків — учнів Амет-Хана Султана, які приїхали в Сімферополь з Росії. Російський консул Володимир Андреєв «настійно не рекомендував» їм участь у прем'єрі фільму тому, що він, на думку консула, не відображає всієї правди про колабораціонізм кримських татар і делегація від Росії не може бути присутньою на фільмі, що викривляє правду про Велику Вітчизняну війну. Пізніше в прямому ефірі телеканалу ATR, пояснюючи свій вчинок, Андреєв заявив, що він вважає очевидним фактом «масову зраду кримських татар в роки Великої Вітчизняної війни» і його погляди відповідають офіційній позиції Росії. Заяви російського дипломата отримали різку негативну реакцію з боку спільноти кримських татар, які зажадали відкликати консула, та МЗС України. 24 травня МЗС Росії визнало заяви свого генконсула недоречними.
У червні 2013 року аматорський документальний фільм школяра з Бахчисараю Едема Кішвеєва «Життя, віддане небу», присвячений пам'яті легендарного льотчика, отримав диплом 2-го ступеня Всеукраїнського відкритого фестивалю дитячої екранної творчості «Магічний екран — XXI століття» в номінації «документальний фільм».

## Примітка
1. ↑  Насправді літаків типу Heinkel He 113 в системі позначення літаків Рейхсміністерством авіації Третього Рейху не було. Між тим, завдяки дезінформації німців, у всіх радянських передвоєнних довідниках, плакатах і таблицях про закордонні військові літаки, призначених для служби ППО, незмінно були присутні силуети «Хейнкеля 113», представленого як один з основних винищувачів Люфтваффе. Тому не дивно, що з перших днів війни надходили повідомлення фронтових пілотів про бої з Хе-113. Можливо, за них приймали «Мессершмітти» Ме-109 або інші винищувачі в незвичному фарбуванні. Тільки до 1943 року стало остаточно відомо, що ніяких Хе-113 у німців немає. Джерело: Heinkel He.100 [Архівовано 30 серпня 2011 у Wayback Machine.] Уголок неба (по Виктор Бакурский. Хейнкель 100 раскрывает тайны)(рос.)